# Armando Ravelo
Armando Ravelo (Las Palmas de Gran Canaria, Canarias; 19 de octubre de 1982) es un director y escritor español.

## Biografía
En 2012 crea el Proyecto Bentejuí. En 2019 escribe su primer libro, Doramas, bajo los pies de nadie y dos años más tarde estrena su segundo largometraje, La piel del volcán.
Sus principales referentes, son las obras de los directores Akira Kurosawa, Andréi Tarkovski, Martin Scorsese, Hermanos Ríos, Elio Quiroga o Juan Carlos Fresnadillo como ejemplo de cine creado por isleños.
En 2016, el cineasta consigue retornar a sus ideas originales, la historia y cultura de Canarias con el cortometraje Mah de 25 minutos de duración, donde una madre indígena canaria se transformará en guerrera ante la imposición de la ley del infanticidio femenino por las élites isleñas a causa de las escasez de alimentos y las guerras intestinas.
2017 supone un año decisivo en la carrera del director, ya que encara su primer largometraje La tribu de las 7 islas, en este caso en el género infantil adaptado de la obra de teatro homónima. A este le sigue La cueva de las mujeres en 2018, que presentará unido al documental Juntos, en busca de la bruja canaria de Pedro Pérez, en ellas se explica la pervivencia de creencias ancestrales en mujeres canarias tachadas de brujas perseguidas por el régimen imperante en la época.
2019 se revela también como un año complejo, pues prosigue con el corto Los ojos de la tierra, donde el tema central son las razias andaluzas para capturar esclavos aborígenes canarios que se vendían en diversos mercados mediterráneos. Como el anterior, el corto vendrá acompañado de un documental, Isla de esclavos, canarios en venta de Pedro Pérez. También ese año, asesorado por la FEDAC crea los dibujos animados Sara y Darmo y los oficios artesanos como un medio de enseñar a los escolares de primaria en el archipiélago canario las técnicas artesanas que se mantienen vigentes en la actualidad y que se han heredado de época aborigen. Por último, se introduce en la escritura con la novela Doramas, bajo los pies de nadie que describe los primeros tiempos del legendario guerrero indígena Doramas antes de la llegada de los conquistadores. 
A principios de 2020, el director crea el ultracorto de animación Tibiabin y Tamonante que difunde a través de redes sociales, tratándose de ilustraciones sobre las que se desarrolla el movimiento de la cámara. Ese año comienza la grabación de su segundo largometraje en medio de la nueva normalidad durante la pandemia de SARS-CoV-2, La piel del volcán que a diferencia del primero va dirigido para adultos. Se trata de un drama histórico que entrelaza distintas épocas: la etapa indígena durante el final de la conquista, la posguerra franquista y la actualidad, revelando el motivo de un inusual hallazgo arqueológico. Se estrenó en cines del Archipiélago Canario en mayo de 2021, logrando algo más de 1.500 espectadores en su primer fin de semana. Posteriormente, fue proyectada también en salas de ciudades como Madrid, Barcelona, Valencia, Sevilla, A Coruña y Bilbao en julio del mismo año. Recibió atención en medios regionales, aunque no obtuvo críticas destacadas en la prensa especializada nacional. La película La piel del volcán fue inscrita por su equipo en 18 categorías para su consideración en los Premios Goya de 2022, un procedimiento habitual que no implica nominaciones oficiales ni reconocimiento directo. Finalmente, la película no obtuvo ninguna nominación oficial en dichas categorías.

## Recepción y participación en premios
Aunque algunos medios y declaraciones públicas han afirmado que La piel del volcán recibió "18 candidaturas a los Premios Goya", esta afirmación es imprecisa. La película fue inscrita en 18 categorías de los Premios Goya, lo que significa que fue presentada por su equipo para ser considerada por la Academia en distintas áreas, como mejor película, dirección o guion. Sin embargo, no fue nominada en ninguna de ellas.
La inscripción a los Goya es un proceso abierto a cualquier producción que cumpla los requisitos de la Academia de las Artes y las Ciencias Cinematográficas de España. Cada año se inscriben cientos de películas en múltiples categorías. Las nominaciones oficiales, en cambio, son el resultado de una votación interna entre los académicos y se limitan a un reducido número de finalistas por categoría.
A pesar de ello, algunos medios de comunicación, como la Radiotelevisión Canaria (RTVC), difundieron erróneamente que la película obtuvo “18 candidaturas”, confundiendo el número de categorías en las que fue inscrita con nominaciones oficiales.

## Acusaciones de abuso sexual
En enero de 2024, la actriz canaria Koset Quintana denunció públicamente al director Armando Ravelo por haberle realizado insinuaciones sexuales cuando ella tenía 14 años. Quintana compartió capturas de pantalla de conversaciones por redes sociales en las que Ravelo le ofrecía drogas y pornografía, y le proponía encuentros sexuales.
Tras la denuncia de Quintana, otras mujeres del ámbito audiovisual canario también compartieron experiencias similares. La actriz Marta Viera expresó que su relación con Ravelo la dejó emocionalmente afectada, mientras que Laura Perdomo y Nati Vera denunciaron haber sufrido acoso y comportamientos inapropiados por parte del director.
En respuesta a las acusaciones, Ravelo reconoció haber tenido "relaciones tóxicas" y atribuyó su comportamiento a una "adicción al sexo" que asegura haber superado tras recibir terapia. Sin embargo, negó haber ejercido violencia sexual o contacto físico inapropiado.
El 29 de enero de 2024, Ravelo anunció su retirada del cine y de la vida pública, asumiendo las consecuencias de sus actos y expresando su arrepentimiento.
En junio de 2025, Ravelo emitió un comunicado público en el que desmintió las acusaciones de abuso sexual que se habían hecho en su contra, afirmando que no existe ninguna denuncia ni proceso judicial abierto y que había presentado una demanda por difamación, admitida a trámite por los juzgados de Las Palmas de Gran Canaria.
Ravelo denunció lo que calificó como un “juicio mediático” y advirtió que emprendería acciones legales contra quienes dañaran su honor. Atribuyó su silencio inicial a un “bloqueo psicológico” y aseguró que algunos relatos fueron “directamente inventados” o “tergiversados”.
Estas denuncias han generado un debate significativo en la industria cinematográfica española sobre el abuso de poder y el trato hacia las mujeres en el ámbito laboral.

## Filmografía
- 2012: Ansite
- 2014: Monstruo
- 2015: El canto del monstruo
- 2015:  Estela
- 2016: Mah
- 2017: La tribu de las 7 islas (largometraje)
- 2018: La cueva de las mujeres
- 2019: Sara y Darmo, y los oficios artesanos
- 2019: Los ojos de la tierra
- 2021: La piel del volcán (largometraje)
- 2023: Érase una vez Canarias

## Otras obras
- 2015 - La tribu de la 7 islas (Teatro)
- 2016 - Sara y Darmo y la cueva de los antiguos canarios (Teatro)
- 2017 - Ancestro (Teatro)
- 2019: Doramas, bajo los pies de nadie (Libro)

## Premios
- 2012 - Premio al mejor cortometraje por Ansite[21]
- 2015 - Premio al mejor cortometraje por Estela
- 2016 - Premio del público al mejor cortometraje por Estela
- 2019 - Mención Especial en calidad cinematográfica y alto nivel interpretativo por La Cueva de las Mujeres